# Dubai Studio City
Dubai Studio City es parte de Dubai Media City de Dubái, Emiratos Árabes Unidos. Siguiendo los pasos de Dubai Media City, será atender a las necesidades de producción de la región y tiene planes para construir estudios de cine como Hollywood.
Dubai Media City y Dubai Studio City, ambos pertenecen a Dubai Holding filial TECOM Investments. Dubai Studio City se han pre-construidos estudios, escenarios, talleres, backlots y espacios escénicos, un centro de oficinas de difusión de la vivienda y los estudios de postproducción, y un centro de negocios para los trabajadores independientes. El grupo también contará con las academias de cine y televisión, servicios de aprobación de la ubicación, el entretenimiento y espacios comerciales, hoteles y residencias para acomodar a las tripulaciones y modelos. 